# Чемпіонат України з гандболу серед жінок 2021—2022
Чемпіонат України з гандболу серед жінок (жіноча Суперліга) 2021/2022 — тридцятий чемпіонат України.

## Учасники та терміни проведення
У чемпіонаті брали участь 6 команд. Розпочався чемпіонат 10 вересня 2021 року і достроково завершився у зв’язку з повномасштабною російсько-українською війною. 
- «Галичанка» (Львів)
- «Дніпрянка» (Херсон)
- «Карпати» (Ужгород)
- «Реал» (Миколаїв)
- «Спартак-ШВСМ» («Спартак-Київ») (Київ)
- «ТНУ-ДЮСШ 21» (Київ)

Згідно з регламентом і календарему першому етапі чемпіонату було проведено 10 турів, по два матчі в кожному турі у два кола. На другому етапі чемпіонату заплановано провести ще 10 матчів (по одному в кожному турі у два кола). Плей-оф у цьому сезоні регламент не передбачав. 
Матч за жіночий Суперкубок відбувся 2 вересня 2021 року в Запоріжжі. Володарками Суперкубку вп'яте стала львівська «Галичанка».
У зв’язку з повномасштабною російсько-українською війною, введенням на всій території Україні воєнного стану проведення чемпіонату України призупинили, а 26 квітня 2022 року на засіданні Комітету з організації та проведення змагань ФГУ вирішили завершити чемпіонат та визначити підсумкові місця команд згідно з турнірною таблицею станом на 24 лютого 2022 року. 
Призерами чемпіонату стали:
- «Галичанка» (Львів) — 20 матчів, 20 перемог;
- «Дніпрянка» (Херсон) —  15 перемог, 1 нічия та 5 поразок у 21 матчі;
- «Реал» (Миколаїв) —  12 перемог та 9 поразок у 21 матчі.

## Підсумкова турнірна таблиця. Суперліга
| № | Команда             | І  | В  | Н | П  | М       | О  |
| - | ------------------- | -- | -- | - | -- | ------- | -- |
| 1 | «Галичанка» Львів   | 20 | 20 | 0 | 0  | 679:403 | 40 |
| 2 | «Дніпрянка» Херсон  | 21 | 15 | 1 | 5  | 617:515 | 31 |
| 3 | «Реал» Миколаїв     | 21 | 12 | 0 | 9  | 659:565 | 24 |
| 4 | «Карпати» Ужгород   | 20 | 10 | 0 | 10 | 637:537 | 20 |
| 5 | «Спартак-ШВСМ» Київ | 21 | 4  | 1 | 16 | 526:643 | 9  |
| 6 | ТНУ-ДЮСШ 21 Київ    | 21 | 0  | 0 | 21 | 383:838 | 0  |

Після шістдесяти двох матчів в 11-и турах

## Найкращі бомбардири Суперліги

### Найкращі бомбардири туру
| Тур | Гравець              | Клуб                | Голи |
| --- | -------------------- | ------------------- | ---- |
| 1   | Яна Готра            | «Карпати» Ужгород   | 17   |
| 2   | Яна Готра            | «Карпати» Ужгород   | 27   |
| 3   | Олександра Фурманець | «Спартак-ШВСМ» Київ | 21   |
| 4   | Анастасія Дереклеєва | «Реал» Миколаїв     | 18   |
| 4   | Каріна Колодюк       | «Карпати» Ужгород   | 18   |
| 5   | Олександра Фурманець | «Спартак-ШВСМ» Київ | 19   |
| 6   | Анастасія Дереклеєва | «Реал» Миколаїв     | 19   |
| 7   | Олександра Фурманець | «Спартак-ШВСМ» Київ | 22   |
| 8   | Олександра Фурманець | «Спартак-ШВСМ» Київ | 20   |
| 9   | Каріна Колодюк       | «Карпати» Ужгород   | 19   |
| 10  | Анастасія Дереклеєва | «Реал» Миколаїв     | 24   |
| 11  | Анастасія Дереклеєва | «Реал» Миколаїв     | 13   |

### Топ-10 чемпіонату
| Місце | Гравець               | Клуб                | Голи |
| ----- | --------------------- | ------------------- | ---- |
| 1     | Анастасія Дереклеєва  | «Реал» Миколаїв     | 155  |
| 2     | Олександра Фурманець  | «Спартак-ШВСМ» Київ | 132  |
| 3     | Каріна Колодюк        | «Карпати» Ужгород   | 126  |
| 4     | Яна Готра             | «Карпати» Ужгород   | 116  |
| 5     | Альона Божко          | «Реал» Миколаїв     | 108  |
| 6     | Діана Дмитришин       | «Галичанка» Львів   | 102  |
| 7     | Каріна Байрак         | «Карпати» Ужгород   | 101  |
| 8     | Анна Дябло            | «Дніпрянка» Херсон  | 98   |
| 9     | Анастасія Бондаренко  | «Реал» Миколаїв     | 91   |
| 10    | Анастасія Оржаховська | ТНУ-ДЮСШ 21 Київ    | 89   |

## Найкращі гравці
- У голосуванні тренерів та капітанів команд жіночої Суперліги титул Гандболістка року в Україні отримала напівсередня миколаївського «Реала» Анастасія Дереклеєва.
- Telegram-канал «Восьмий гравець» шляхом голосування підписників склав символічну збірну жіночої Суперліги:[8]
  - воротарка Анастасія Луняка («Спартак-ШВСМ» Київ) — 78 з 275 голосів;
  - ліва крайня Христина Лещенко («Спартак-ШВСМ» Київ) — 154 з 462 голосів;
  - права крайня Катерина Козак («Галичанка» Львів) — 133 з 349 голосів;
  - права півсередня Діана Дмитришин («Галичанка» Львів) — 141 з 354 голосів;
  - ліва півсередня Анастасія Дереклеєва («Реал» Миколаїв) — 106 з 325 голосів;
  - розігруюча Анастасія Бондаренко («Реал» Миколаїв) — 220 з 674 голосів;
  - лінійна Каріна Нагурна («Спартак-ШВСМ» Київ) — 126 з 372 голосів;
  - захисниця Ірина Прокоп'як («Галичанка» Львів) — 98 з 273 голосів;
  - тренер Олександр Гурський («Реал» Миколаїв) — 134 з 308 голосів.